# オンボノヤス

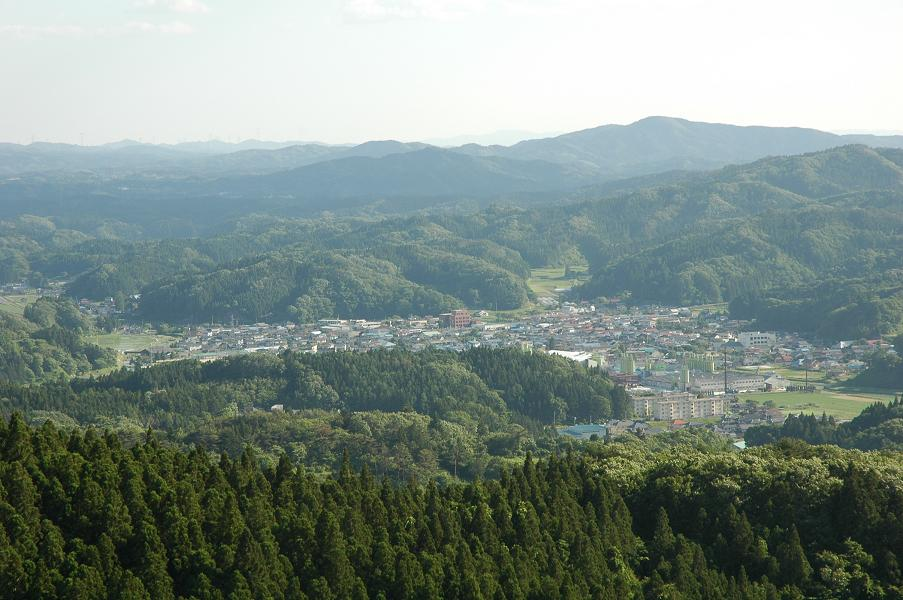
福島県田村地方の山

オンボノヤスまたはオボノヤスは、福島県田村地方の山の中に出没するといわれる正体不明の妖怪。
山の中に入った人間に出会うと、霧を吐き出して吹きかけると言われている。霧をかけられた者は道がわからなくなってしまい、遭難する危険性が高くなるともいわれる。
「オンボ」には「尾」の意味があることから、尾のある妖怪との説も唱えられているが、容姿についての詳しい伝承はなく、謎が多い。

## 類話
福島県田村地方にはオンボノヤスと同じく霧を使う妖怪がほかにもおり、鬼穴に住んでいたという「大多鬼丸」は、妖術によって霧や雲を自由に操ったという。
福島以外にも、これらのような霧にまつわる怪異は伝承されており、埼玉県の川越城で、かつて井戸の中から霧を生じさせて外敵の攻撃を防いだといわれる「霧吹きの井戸」や、広島県の船幽霊が海面に霧を満たして船の進行を止めたなどの事例がある。